# Iyozō Fujita
Iyozō Fujita (藤田 怡与蔵?, Fujita Iyozō, talvolta traslitterato Iyozoh Fujita; Tientsin, 2 novembre 1917 – 1º dicembre 2006) è stato un aviatore giapponese.
Ufficiale delle Forze aeree della Marina giapponese e abile pilota da caccia, ottenne numerose vittorie aeree (volando su A6M Zero) durante le battaglie aeronavali della guerra nel Pacifico, nella seconda guerra mondiale. In particolare partecipò all'attacco su Pearl Harbor del 7 dicembre 1941, dove ottenne la sua prima vittoria nei cieli, e alla drammatica battaglia delle Midway dove rivendicò dieci vittorie aeree contro gli americani.

## Nella Marina imperiale
Figlio di un medico e di una ostetrica, Iyozō Fujita aveva frequentato la prestigiosa Accademia Navale di Etajima con la Classe del 1938, completando il suo addestramento al volo e concludendo i corsi nel 1940 con il grado di guardiamarina nella Forza aerea della Marina imperiale.
Dopo la nomina a tenente di vascello Fujita, pilota di caccia Zero imbarcato sulla portaerei Soryu, partecipò il 7 dicembre 1941 all'attacco su Pearl Harbor, dove ebbe modo subito di mettersi in mostra, impegnandosi in un furioso scontro aereo con i caccia statunitensi P-36 e P-40 della US Navy, riuscendo ad ottenere la sua prima vittoria aerea (il P-36 del tenente Sterling) e tornando in salvo sulla sua portaerei con l'aereo danneggiato dai colpi del nemico.

## Da Pearl Harbor a Midway
Durante l'attacco alle Hawaii, il suo comandante di squadriglia (il tenente di vascello Iida) era stato colpito e ucciso, e quindi il giovane e valoroso Fujita fu chiamato a succedergli alla testa dell'Hikotai (squadrone di 12 aerei) imbarcato sulla Sōryū.
Fujita partecipò alle successive crociere della flotta portaerei dell'ammiraglio Nagumo nel Sud-Est asiatico, fino alla violenta battaglia delle Midway dove il pilota giapponese visse il suo grande momento di gloria: impegnato in missioni di pattugliamento di protezione sopra le portaerei, durante gli incessanti scontri rivendicò addirittura dieci vittorie aeree (3 bombardieri B-26, 4 aerosiluranti TBD Devastator e 3 caccia F4F Wildcat).
Nell'occasione ideò anche spericolate tattiche di attacco frontale in picchiata alle formazioni di aerei nemici. Durante le confuse battaglie aeree del 4 giugno 1942, anche Fujita alla fine venne colpito (sembra dal fuoco amico delle navi giapponesi) e finì in acqua, venendo recuperato solo dopo quattro ore da un cacciatorpediniere. Nel frattempo la battaglia si era tramutata in catastrofe per il Giappone e quattro portaerei, compresa la sua Soryu, erano state affondate dagli americani.

## Gli ultimi anni di guerra

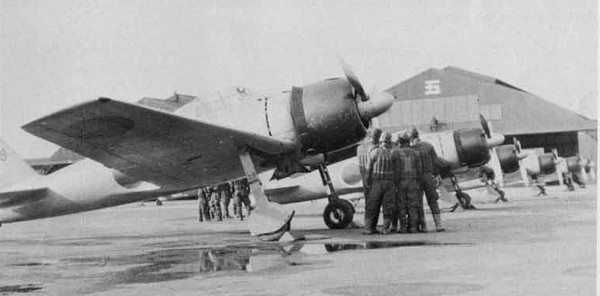
Un gruppo di caccia giapponesi A6M Zero; gli aerei che Fujita guidò durante la maggior parte della guerra.

Dopo la disfatta, Fujita venne trasferito, come comandante di gruppo aereo, sulla portaerei leggera Hiyo, con cui avrebbe preso parte alle successive battaglie di Guadalcanal e delle Salomone del 1942-1943, in cui ebbe nuovamente modo di mettersi in luce per coraggio e combattività.
Nel novembre 1943, venne quindi promosso capitano di corvetta e assegnato alla guida di uno squadrone del 301° Kokutai (gruppo aereo), comandato dal capitano di fregata Katsutoshi Yagi; inizialmente equipaggiato con i nuovi caccia J2M "Jack", il gruppo ritornò presto agli Zero nella versione aggiornata A6M5 e, basato nella madrepatria alla base aerea di Yokosuka, venne impegnato nel 1944 in difesa delle Isole Marianne e di Iwo Jima. Iyozō Fujita prese parte anche a queste difficili battaglie, partecipando a numerosi scontri aerei contro le soverchianti forze aeree americane e ottenendo nuove vittorie.

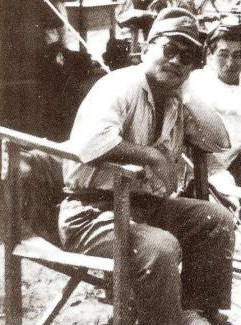
Iyozō Fujita, in informale "tenuta da campagna", negli ultimi anni della guerra del Pacifico.

Alla vigilia dell'invasione americana delle Filippine, Fujita prese il comando di un Kokutai (il 402°) appena costituito con i nuovi e potenti caccia Kawanishi N1K "George"; nonostante le buone qualità di questi velivoli, la superiorità aerea americana causò gravi perdite a terra e già a dicembre del 1944 il gruppo aveva perso la maggior parte dei suoi mezzi e dovette essere nuovamente rimpatriato per essere ricostituito.
La lotta era ormai senza speranza e, dopo aver combattuto ancora sui cieli di Formosa e direttamente sopra il Giappone il capitano Fujita terminò la sua movimentata vicenda bellica sull'aeroporto di Fukuchiyama, in attesa di un eventuale attacco finale degli Alleati che non si sarebbe mai materializzato.
Tra i principali "assi" della caccia giapponese, Iyozō Fujita alla fine della guerra aveva accumulato un notevole numero di vittorie (le fonti oscillano tra 11 e 42 abbattimenti accertati, dati sicuri essendo impossibili a causa della metodica di punteggio adottata dai giapponesi che spesso assegnavano le vittorie allo squadrone - Hikotai - o alla sezione di tre aerei - Shotai - piuttosto che al pilota singolo) dopo aver partecipato fino alla fine a numerose campagne ed avere svolto anche un'intensa attività di istruttore di nuovi piloti.
Nel dopoguerra Fujita, dopo un primo periodo di difficoltà dove lavorò anche come camionista, divenne capitano pilota civile assunto nel 1952 dalla compagnia aerea Japan Airlines, primo ad aver pilotato per la JAL un Boeing 747 Jumbo Jet, fino al suo ritiro avvenuto nel novembre 1977 con 18 030 ore di volo all'attivo.
Visse gli ultimi anni della sua vita a Tokyo dove morì a 89 anni, a causa di un cancro ai polmoni, il 1º dicembre 2006.